# Lizină
Lizina (prescurtată Lys sau K) este un α-aminoacid esențial cu formula chimică HO2CCH(NH2)(CH2)4NH2. Intră în componența majorității proteinelor din corpul uman și altor mamiferelor. 
Codonii săi sunt AAA și AAG.
Lizina se găsește într-o varietate foarte mare de alimente bogate în proteine, de aceea deficitul de lizină este rar.

## Rolul biologic
Rolul principal al lizinei este în proteinogeneză. Lizina, de exemplu este esențiala pentru producerea colagenului, este implicată în legarea între cele trei polipeptide helicoidale, rezultând stabilitatea și rezistența la tracțiune. 
Un al doilea rol major al lizinei este în reglarea epigenetică prin modificarea histonelor. 
De asemenea, s-a propus că lizina este implicată în absorbția intestinală a calciului, cât și conservarea renală a Ca2+ absorbit. S-a demonstrat că lizina este un precursor al carnitinei, care transportă acizii grași către mitocondrii, unde aceștea pot fi oxidați pentru eliberarea de energie.

## Biosinteza la nivel industrial
Procedeul de biosinteză a lizinei are loc într-o singură etapă folosind un microorganism modificat genetic de Corynebacterium glutamicum pe un mediu de cultură nutritiv. 
Lizina se poate separa din lichidul de fermentație, pentru a obține produsul pur sau se poate atomiza biomasa, pentru obținerea unui amestec de lizina și masă microbiană folosit ca biostimulator în hrana animalelor.